# Mimosa rufipila
Mimosa rufipila är en ärtväxtart som beskrevs av George Bentham. Mimosa rufipila ingår i släktet mimosor, och familjen ärtväxter. Inga underarter finns listade i Catalogue of Life.